# 왕커민

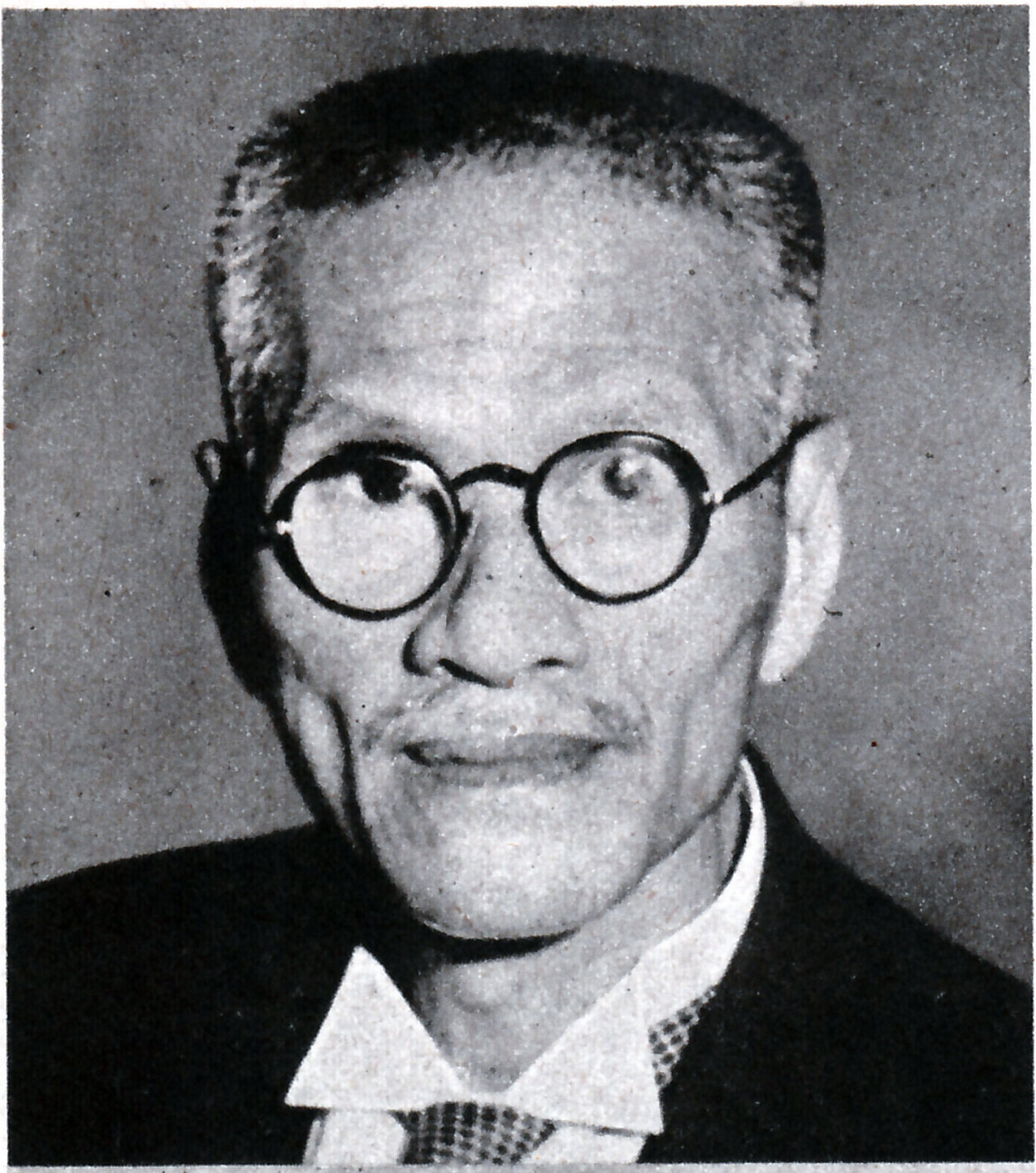

왕커민(중국어: 王克敏, 병음: Wáng Kèmǐn, 한자음: 왕극민, 1879년 5월 4일 – 1945년 12월 25일) 중국 공화 운동과 초기 북양 정부의 주요 관리였으며, 나중에 중화 민국 임시 정부에서의 이적 행위 역할로 유명하다.
왕은 저장성 항저우 출신이다. 1901년 중국 청나라 정부로부터 일본으로 파견되어 도쿄 주재 중국 대사관 공관으로 명목직을 거쳐 서구 경제학과 회계학을 공부했다. 1907년 중국으로 돌아온 후, 그는 외무를 관리하기 위해 직리 총독의 직위에 임명되었다. 중화민국이 수립된 후, 그는 1913년에 프랑스 로 파견되었다. 돌아온 후 된치루이의 명령으로 그는 중국 은행 설립을 도왔고 1917년 7월부터 총재가 되었다. 1917년 12월부터 1918년 3월까지 북양정부에서 재무장관을 지냈다. 1918년 12월, 그는 북양 정부의 유일한 대표로서 중국 통일을 시도하는 난징 정부와의 회의에 참석했다.
그는 1923년 7월부터 8월까지 재정부 장관을 역임했다. 그러나 왕커민은 장쭤린이 이끄는 군벌에 의해 강력하게 반대되었고 불과 일주일 만에 그의 직책을 사임할 수 밖에 없었다. 그는 1923년 11월부터 1924년 10월까지 직계 군벌의 차오쿤의 지원을 받아 재정부 장관으로 돌아왔다. 이 기간 동안 그는 톈진 은행을 비롯한 여러 다른 은행의 운영도 감독했다.
장제스의 북벌이 성공하자 국민당은 왕커민에 대한 체포영장을 발부하고 일본 관할 관동임대지역의 다롄으로 도피했다.
1931년, 왕커민은 장쉐량이 허베이 성을 장악했을 때 베이징으로 돌아와 북경 재정 위원회의 직을 맡았다. 1932년 천진시장이 되었다. 1935년에 왕은 국민당 허베이 정부에 있었고 동북 정무 위원회, 북경 정무 위원회 및 기타 중요한 직책에 있었다. 그러나 그는 1935년 상하이로 은퇴했다.
1937년 제2차 중일 전쟁이 발발한 후 일본 제국군은 빠르게 북중국을 점령했고 일본 제국 총사령부는 중일 자치 완충 지대를 구축하기 위한 전반적인 전략의 일환으로 협력 체제 구축을 승인했다. - 통제된 만주국 . 이 정부는 베이징에 기반을 두고 있으며 왕커민이 1937년 12월 14일 베이징을 수도로 하는 중화민국 임시정부의 주석직을 수락했다고 선언했다. 정부는 명목상 허베이, 산둥, 산시, 허난, 장쑤 성을 통제했다 . 그러나 그 활동은 일본 화북 지역 육군이 제공한 고문에 의해 신중하게 규정되고 감독되었다.
임시 정부는 중화민국 개혁 정부와 함께 1940년 3월 30일 왕징웨이의 난징 국민당 정부에 병합되었지만 실질적으로 화북정무위원회(華北政務委員會)"라는 이름으로 사실상 독립을 유지했다. 전쟁이 끝날 때까지. 왕커민은 북중국 정치위원회 의장을 지냈고 난징 국민당 정부에서 내무장관이 되었다.
왕커민은 일본이 항복한 후 중화민국 정부에 체포되어 반역죄로 재판을 받았다. 그는 1945년 12월 25일 재판이 끝나기 전에 죽었다.